# Joanes Hedel
Joanes Hedel (24 de abril de 1980) es un deportista francés que compitió en natación, en la modalidad de aguas abiertas.
Ganó tres medallas en el Campeonato Europeo de Natación entre los años 2008 y 2011.

## Palmarés internacional
| Campeonato Europeo | Campeonato Europeo  | Campeonato Europeo | Campeonato Europeo |
| Año                | Lugar               | Medalla            | Prueba             |
| ------------------ | ------------------- | ------------------ | ------------------ |
| 2008               | Dubrovnik (Croacia) | Medalla de plata   | 25 km              |
| 2010               | Budapest (Hungría)  | Medalla de bronce  | 25 km              |
| 2011               | Eilat (Israel)      | Medalla de bronce  | 25 km              |